# Monti Filchner
I monti Filchner sono un gruppo montuoso dell'Antartide facente parte della più grande catena montuosa dei monti Orvin, di cui costituisce l'estremità occidentale. Situata nella Terra della Regina Maud e in particolare in corrispondenza della costa della Principessa Astrid, la formazione si trova circa 11 km a sud-ovest dei monti Drygalski.

## Storia
I monti Filchner sono stati scoperti e fotografati durante la spedizione Nuova Svevia, 1938-39, comandata dal capitano tedesco Alfred Ritscher, il quale li battezzò così in onore di Wilhelm Filchner, comandante della spedizione tedesca nel mare di Weddell nel 1911-12. In seguito la formazione fu poi mappata più dettagliatamente grazie a fotografie aeree scattate durante la sesta spedizione antartica norvegese, 1956-60.